# Нісенітниця (фільм)
«Нісенітниця» (рос. «Сапоги всмятку») — радянський телевізійний художній фільм, знятий у 1977 році режисером Михайлом Іллєнком на Кіностудії ім. О. Довженка. Екранізація розповідей і п'єси «Лебедина пісня» А. П. Чехова, переробленої їм з оповідання «Калхас» (1886). Прем'єра фільму відбулася 31 жовтня 1978 року.

## Сюжет
Дія фільму розгортається вночі в провінційному театрі. Старий комік Василь Олександрович Блістанов, прокинувшись один в спорожнілому театрі після свого бенефісу, починає міркування про прожите життя, талант, любов і смерть, переосмислюючи прожиті роки, згадуючи про нездійснене кохання, віддане в жертву служінню в театрі.

## У ролях
- Борис Андреєв —  Василь Олександрович Блістанов, актор, комік, старий
- Валерій Носик —  Микитка, суфлер
- Олександр Потапов —  актор
- Володимир Іванов —  Борщов, актор
- Віктор Демерташ —  актор в костюмі гусара
- Михайло Свєтін —  Афанасій Єгорович Муркін, настроювач, чиї чоботи переплутав коридорний
- Юрій Мажуга —  Індюков, антрепренер
- Олександр Пашутін —  газетяр
- Марія Капніст —  акторка
- Микола Гудзь —  актор
- Сергій Іванов —  священик
- Федір Одиноков —  Семен, коридорний
- Єлизавета Дєдова —  акторка
- Юрій Марущенко —  епізод
- Богдан Бенюк —  актор
- Сергій Корнієнко —  гімназист
- Маргарита Криницина —  жінка в червоній хустці
- Валентин Кобас —  актор
- Олександр Короткевич —  епізод

## Знімальна група
- Сценарист:  Михайло Іллєнко
- Режисер:  Михайло Іллєнко
- Оператор-постановник: Вадим Іллєнко
- Художники: Сергій Бржестовський
- Звукооператор: Софія Сергієнко
- Композитор: Едуард Артем'єв